# Marilia nebulosa
Marilia nebulosa är en nattsländeart som beskrevs av Georg Ulmer 1951. Marilia nebulosa ingår i släktet Marilia och familjen böjrörsnattsländor. Inga underarter finns listade i Catalogue of Life.